# ATP Challenger Ojai
Das ATP Challenger Ojai (offiziell: Weil Tennis Academy Challenger) war ein Tennisturnier, das von 2005 bis 2009 jährlich in Yuba City, Kalifornien stattfand. 2010 zog das Turnier schließlich für eine letzte Ausgabe nach Ojai, Kalifornien. Es gehörte zur ATP Challenger Tour und wurde im Freien auf Hartplatz gespielt. Michael Yani ist mit einem Titel je in Einzel und Doppel Rekordsieger des Turniers.

## Liste der Sieger

### Einzel
| Austragungsort | Jahr | Sieger         | Finalgegner       | Ergebnis       |
| -------------- | ---- | -------------- | ----------------- | -------------- |
| Ojai           | 2010 | Bobby Reynolds | Marinko Matosevic | 3:6, 7:5, 7:5  |
| Yuba City      | 2009 | Ryler DeHeart  | Carsten Ball      | 6:2, 3:6, 7:5  |
| Yuba City      | 2008 | Michael Yani   | Sam Warburg       | 7:65, 2:6, 6:3 |
| Yuba City      | 2007 | Kevin Kim      | Bobby Reynolds    | 6:4, 0:6, 6:3  |
| Yuba City      | 2006 | Sam Querrey    | Sam Warburg       | 7:66, 6:1      |
| Yuba City      | 2005 | Cecil Mamiit   | Paul Goldstein    | 6:4, 6:4       |

### Doppel
| Austragungsort | Jahr | Sieger                          | Finalgegner                       | Ergebnis         |
| -------------- | ---- | ------------------------------- | --------------------------------- | ---------------- |
| Ojai           | 2010 | Artem Sitak Leonardo Tavares    | Harsh Mankad Izak van der Merwe   | 4:6, 6:4, [10:8] |
| Yuba City      | 2009 | Carsten Ball Travis Rettenmaier | Adam Feeney Nathan Healey         | 6:3, 6:4         |
| Yuba City      | 2008 | Nicholas Monroe Michael Yani    | Jan-Michael Gambill Scott Oudsema | 6:4, 6:4         |
| Yuba City      | 2007 | Harel Levy Sam Warburg          | Eric Nunez Jean-Julien Rojer      | 6:4, 6:4         |
| Yuba City      | 2006 | Scott Lipsky David Martin       | Nicholas Monroe Horia Tecău       | 6:0, 6:4         |
| Yuba City      | 2005 | Brandon Coupe Justin Gimelstob  | Santiago González Bruno Soares    | 6:2, 3:6, 7:61   |